# Tributo floral ilegal

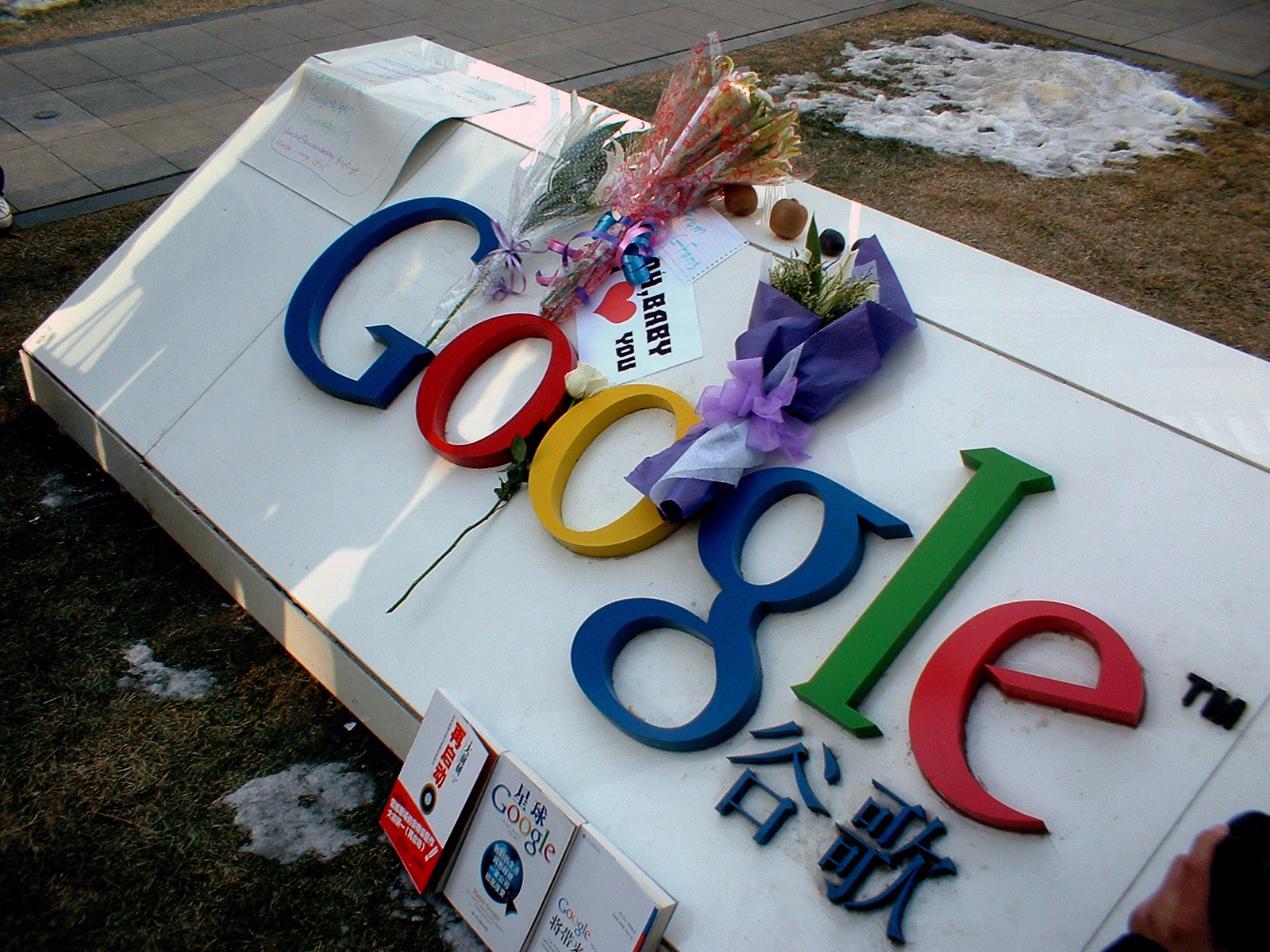
Flores dejadas fuera de la sede de Google China después de su anuncio de que podría abandonar el país.

«Tributo floral ilegal» (chino simplificado: 非法献花; chinos tradicional: 非法獻花; pinyin:fēifǎ xiànhuā) es un meme de Internet que surgió tras el anuncio de Google de su posible salida de China continental en enero de 2010. El 12 de enero de 2010, Google publicó un artículo en su blog oficial Blogspot, titulado «Un nuevo enfoque de China», en el que revelaba su decisión de poner fin al cumplimiento de la censura de Internet en China en Google.cn, citando políticas recientes que motivaban los ataques de piratas informáticos de China a las cuentas de Gmail de los activistas de derechos humanos chinos como su principal preocupación. Google también anunció que negoció con el gobierno chino sobre este tema, pero no se llegó a ningún acuerdo o consenso sobre un motor de búsqueda sin censura, por lo que el tráfico a Google.cn se redirigió a Google.com.hk.
La posibilidad de que Google saliera de China hizo que los simpatizantes del área metropolitana de Beijing se presentaran en la sede de Google China en Zhongguancun, Beijing, para depositar flores y velas en homenaje a Google. Sin embargo, los visitantes posteriores llegaron solo para descubrir que las flores donadas por los visitantes anteriores habían sido retiradas rápidamente por los guardias de seguridad, uno de los cuales supuestamente dijo que, para depositar flores, las personas tendrían que solicitar permisos en los departamentos correspondientes; de lo contrario, sin los permisos aprobados, estarían realizando un «tributo floral ilegal».
La frase «tributo floral ilegal» pronto se convirtió en un meme popular de Internet en China, debido a su naturaleza irónica. Sin embargo, debido a su delicadeza, la frase fue censurada en varios sitios web chinos, incluidos Baidu y Sogou, que eliminaron el artículo sobre «tributo floral ilegal» a su servicio Baidu Baike y Sogou Baike .